# Emise skleníkových plynů zdrojů energie během životního cyklu
Měření emisí skleníkových plynů během životního cyklu zahrnuje výpočet potenciálu globálního oteplování zdrojů energie prostřednictvím posuzování životního cyklu. Obvykle se jedná pouze o zdroje elektřiny, ale někdy se vyhodnocují i zdroje tepla. Výsledky jsou uváděny v jednotkách potenciálu globálního oteplování na jednotku elektřiny generované tímto zdrojem. Používá se jednotka potenciálu globálního oteplování, ekvivalent oxidu uhličitého (CO2 ekv.), a jednotka energie, kterou je kilowatt hodina (kWh). Cílem těchto posuzování je pokrýt celou dobu životnosti zdroje, od těžby materiálu a paliv přes výstavbu až po provoz a nakládání s odpady.
V roce 2014 sjednotil Mezivládní panel pro změnu klimatu hodnoty ekvivalentu oxidu uhličitého (CO2 ekv.) u hlavních celosvětově používaných zdrojů elektřiny. Provedl k tomu analýzu závěrů stovek jednotlivých vědeckých prací hodnotících jednotlivé zdroje energie. Zdaleka nejhorším producentem emisí je uhlí, následuje zemní plyn, nízkouhlíkové zdroje jsou solární, větrné a jaderné elektrárny. Vodní energie, biomasa, geotermální energie a energie z oceánů mohou být obecně nízkouhlíkové, ale špatná konstrukce nebo jiné faktory mohou mít za následek vyšší emise z jednotlivých elektráren.
U všech technologií je třeba počítat s pokrokem v účinnosti, a tedy i s možným snížením jednotkových emisí CO2ekv. od doby zveřejnění, které nebyly do studie zahrnuty. Například se mohly snížit celkové emise životního cyklu z větrné energie. Stejně tak jsou vzhledem k časovému rámci, v němž byly studie provedeny, uvedeny výsledky CO2e jaderných reaktorů II. generace, nikoliv potenciál globálního oteplování reaktorů III. generace. Mezi další omezení údajů patří: a) chybějící některá fáze životního cyklu a b) nejistota ohledně toho, kde definovat mezní bod potenciálu globálního oteplování zdroje energie. Ten je důležitý při hodnocení kombinované elektrické sítě ve skutečném světě, spíše než při zavedené praxi pouhého izolovaného posuzování energetického zdroje.

## Potenciál globálního oteplování vybraných zdrojů elektřiny
| technologie                            | min.                                   | medián                                 | max.                                   |
| aktuálně komerčně dostupné technologie | aktuálně komerčně dostupné technologie | aktuálně komerčně dostupné technologie | aktuálně komerčně dostupné technologie |
| -------------------------------------- | -------------------------------------- | -------------------------------------- | -------------------------------------- |
| Uhlí                                   | 740                                    | 820                                    | 910                                    |
| Zemní plyn - kombinovaný cyklus        | 410                                    | 490                                    | 650                                    |
| Biomasa - vyhrazená                    | 130                                    | 230                                    | 420                                    |
| Solární fotovoltaika - užitková        | 18                                     | 48                                     | 180                                    |
| Solární fotovoltaika - střecha         | 26                                     | 41                                     | 60                                     |
| Geotermální                            | 6.0                                    | 38                                     | 79                                     |
| Koncentrovaná solární energie          | 8,8                                    | 27                                     | 63                                     |
| Vodní energie                          | 1,0                                    | 24                                     | 22001                                  |
| Větrná turbína na moři                 | 8,0                                    | 12                                     | 35                                     |
| Jaderná                                | 3,7                                    | 12                                     | 110                                    |
| Větrná turbína na pevnině              | 7,0                                    | 11                                     | 56                                     |
| předkomerční technologie               |                                        |                                        |                                        |
| Moře (energie přílivu a energie vln)   | 5,6                                    | 17                                     | 28                                     |

1 viz také dopad vodních nádrží na životní prostředí

## Ukázka rozložení životního cyklu jaderné energie
Následující graf ukazuje rozložení životního cyklu na jednotku energie skupiny jaderných elektráren Vattenfall ve Švédsku na základě jejich environmentálního prohlášení o produktu (EPD). Zahrnuje fáze např. těžba paliva, jeho přepracování, výstavbu či konečnou likvidaci elektrárny.

## Bioenergie se zachycováním a ukládáním uhlíku
Od roku 2020 se zkoumá, zda bioenergie se zachytáváním a ukládáním uhlíku může být uhlíkově neutrální nebo uhlíkově negativní, což je sporné.

## Studie od zprávy IPCC z roku 2014
Jednotlivé studie ukazují širokou škálu odhadů zdrojů paliva vyplývajících z různých použitých metodik. Ty na spodním konci mají tendenci vynechat části životního cyklu ze své analýzy, zatímco ty na horním konci často dělají nerealistické předpoklady o množství energie spotřebované v některých částech životního cyklu.
Turecko schválilo stavbu uhelné elektrárny Afşin-Elbistan C, která by s více než 5400 g CO2 ekv./kWh byla mnohem méně uhlíkově efektivní než cokoli na tomto seznamu. 
Od studie IPCC z roku 2014 bylo zjištěno, že některé geotermální zdroje emitují CO2 jako například geotermální energie v Itálii : další výzkum probíhá ve 20. letech 21. století.
Energetické technologie na mořích (přílivové a vln) jsou relativně nové a bylo o nich provedeno jen málo studií. Hlavním problémem dostupných studií je, že se zdá, že podceňují dopady údržby, které by mohly být významné. Posouzení přibližně 180 oceánských technologií zjistilo, že potenciál globálního oteplování (PGO) mořských technologií se pohybuje mezi 15 a 105 g CO2 ekv./kWh, s průměrem 53 g CO2 ekv. / kWh. V prozatímní předběžné studii, publikované v roce 2020, se vliv technologií využívající příliv a odliv na PGO pohyboval mezi 15 a 37, se střední hodnotou 23,8 g CO2 ekv./kWh, což je o něco více než výše zmíněná studie IPCC z roku 2014 (5,6 až 28, s průměrnou hodnotou 17 g CO2 ekv./ kWh).
Studie publikovaná v květnu 2021 vyhodnocovala emise životního cyklu nových jaderných elektráren (EPR). Pro tři různé metody hodnocení životního cyklu (process-based, input-output, a hybrid life cycle assessment) dospěla k hodnotám v rozsahu 8 až 64 g CO2 ekv./kWh. Průměrné hodnoty pro uvedené tři metody jsou  16,97, 24,89 a 27,63 g CO2 ekv./kWh, tedy vesměs vyšší, než hodnoty podle IPCC2014 nebo hodnoty uváděné jaderným průmyslem.

## Mezní hodnoty výpočtů a odhady, jak dlouho elektrárny vydrží
Protože většina emisí z větru, slunce a jaderných zdrojů není z vlastního provozu, jsou-li provozovány déle a během své životnosti vygenerují více elektřiny, budou mít emise na jednotku energie nižší. Proto je jejich životnost důležitá.
Odhaduje se, že větrné farmy vydrží 30 let: poté by bylo třeba vzít v úvahu emise skleníkových plynů z tzv. znovuobnovy. Solární panely z 10.  let 21. století mohou mít podobnou životnost, ale jak dlouho vydrží solární panely z 20. let (například perovskitové), dosud není známo. Některé jaderné zařízení může být používáno i 80 let, další však bude nutné z bezpečnostních důvodů odstavit dříve. V roce 2020 se očekávalo se, že více než polovina světových jaderných elektráren požádá o prodloužení licence a objevily se výzvy k lepšímu přezkoumání těchto rozšíření v rámci Úmluvy o posuzování vlivů na životní prostředí přesahujících hranice států.
Některé uhelné elektrárny mohou fungovat 50 let, jiné mohou být odstaveny po 20 letech nebo i po kratší době. Podle jedné studie z roku 2019 zohlednění časové hodnoty emisí skleníkových plynů s technicko-ekonomickým hodnocením výrazně zvyšuje emise během životního cyklu uhlíkově náročných paliv, jako je uhlí.

## Emise životního cyklu z vytápění
U vytápění domácností jsou měrné emise z kotlů na zemní plyn téměř ve všech zemích větší než z tepelných čerpadel. V některých zemích, například ve Velké Británii, však ve 20. letech 21. století probíhá debata o tom, zda je lepší nahradit zemní plyn používaný v ústředním vytápění domácností vodíkem, nebo zda použít tepelná čerpadla nebo v některých případech více dálkového vytápění.

## Kontroverze ohledně paliva pro přemostění fosilního plynu
Od roku 2020 se v ekonomikách závislých na uhlí, jako je Indie, Čína a Německo, diskutuje o tom, zda by měl být zemní plyn používán jako "most" od uhlí a ropy k nízkouhlíkové energii. Německo v rámci své transformace Energiewende deklaruje zachování uhelné energetiky do roku 2038, ale zavádí okamžité odstavení jaderných elektráren, což dále zvýšilo jeho závislost na fosilním plynu.

## Chybějící fáze životního cyklu
Ačkoli by se hodnocení životního cyklu každého zdroje energie mělo pokoušet pokrýt celý životní cyklus zdroje od kolébky po hrob, obecně se omezují na fázi výstavby a provozu. Nejpřísněji studovanými fázemi jsou fáze těžby materiálu a paliv, konstrukce, provozu a nakládání s odpady. Chybějící fáze životního cyklu existují u řady zdrojů energie. Hodnocení někdy a různě nekonzistentně zahrnují potenciál globálního oteplování, který vyplývá z vyřazení zařízení na dodávku energie z provozu, jakmile dosáhne stanovené životnosti. To zahrnuje potenciál globálního oteplování procesu navrácení místa připojení do stavu tzv. zeleného pole. Například proces odstraňování vodní přehrady je obvykle vyloučen, protože je to vzácná praxe s malými praktickými údaji. Jak přehrady stárnou, je jejich odstraňování stále častější. Velké přehrady, jako je Hooverova přehrada a Tři soutěsky, mají pomocí údržby vydržet „navždy“, což je období, které není kvantifikováno.> Odhady vyřazování z provozu jsou proto u některých zdrojů energie obecně vynechány, zatímco jiné zdroje energie zahrnují do svých hodnocení fázi vyřazování z provozu.
Spolu s dalšími významnými hodnotami příspěvku byla prezentována střední hodnota 12 g CO2 ekv. / kWh pro štěpení jaderných materiálů, který byl nalezen v přehledu jaderné energie z Yaleovy univerzity z roku 2012, což je dokument, který sloužil také jako zdroj pro hodnoty jaderné energie ve zprávě IPCC z roku 2014, však zahrnuje příspěvek vyřazování zařízení z provozu s „přidaným zařízením“ vyřazování z provozu potenciál globálního oteplování v úplném hodnocení životního cyklu jaderných zbraní.
Tepelné elektrárny, dokonce i elektrárny na biomasu s nízkým obsahem uhlíku, jaderné nebo geotermální elektrárny, přímo přidávají teplo do globální energetické bilance Země. Pokud jde o větrné turbíny, mohou měnit horizontální i vertikální atmosférickou cirkulaci. Ačkoli obě tyto změny mohou mírně změnit místní teplotu, jakýkoli rozdíl, který by mohly způsobit v globální teplotě, je nezjistitelný ve srovnání s mnohem větší změnou teploty způsobenou skleníkovými plyny.